# Redovino Rizzardo
Redovino Rizzardo CS (* 12. April 1939 in Piazza Brembana, Provinz Bergamo, Italien; † 6. November 2016 in Dourados) war ein italienischer Ordensgeistlicher und römisch-katholischer Bischof von Dourados.

## Leben
Redovino Rizzardo trat der Ordensgemeinschaft der Scalabrini-Missionare bei und empfing am 9. Juli 1967 die Priesterweihe.
Papst Johannes Paul II. ernannte ihn am 3. Januar 2001 zum Koadjutorbischof von Dourados. Die Bischofsweihe spendete ihm der Bischof von Dourados, Albert Först OCarm, am 25. März desselben Jahres; Mitkonsekratoren waren Pedro Ercílio Simon, Bischof von Passo Fundo, und Laurindo Guizzardi CS, Bischof von Bagé.
Mit der Emeritierung Albert Försts OCarm folgte er diesem am 5. Dezember desselben Jahres im Amt des Bischofs von Dourados nach.
Papst Franziskus nahm am 21. Oktober 2015 seinen altersbedingten Rücktritt an.